# Filip Krovinović
Filip Krovinović, mais conhecido por Krovinović (Zagreb, 29 de agosto de 1995), é um futebolista croata que atua como meio-campista. Atualmente joga no Hajduk Split.

## Carreira
Fez o seu início de carreira profissional com o NK Zagreb. Em 2015 foi contratado pelo Rio Ave, clube onde após várias grandes exibições começou a dar nas vistas, captando o interesse de clubes como o Benfica, clube para onde se mudou em 2017.
Em janeiro de 2018, num jogo entre o SL Benfica e o GD Chaves no Estádio da Luz, lesionou-se gravemente e só voltaria a jogar já em outubro, 9 meses depois da lesão.
Com mudanças de treinador no clube encarnado durante a época 2018/19, pouco jogou pela equipa principal do Sport Lisboa e Benfica, tendo feito ainda três jogos no Benfica B.
No verão de 2019, o Benfica emprestou Krovinović ao West Bromwich Albion, clube que na altura jogava na Championship, segunda liga inglesa. Krovinović foi uma das peças importantes na equipa dos 'baggies' que no final da época 2019/20 subiu para a Premier League.
De regresso à Luz no verão de 2020, o West Bromwich Albion depois de alguma insistência conseguiu o seu regresso e em setembro desse ano Krovinović regressou a Inglaterra para jogar na Premier League. Esteve presente em 11 jogos dos 'baggies' na Premier League, mas novamente após mudança de treinador e de não ter oportunidades na equipa, em janeiro de 2021, Krovinović continuou por Inglaterra, mas desta vez emprestado à equipa do Nottingham Forest, clube onde jogou de janeiro de 2021 até ao fim da época, onde foi uma das peças fundamentais para o histórico Nottingham evitar a descida da Championship.
De regresso à Luz no verão de 2021, foi altura de deixar em definitivo as águas. Em julho regressou ao seu país de origem para representar o HNK Hajduk Split, um dos maiores clubes da Croácia. 
A época 2021/2022 foi uma época incrível a nível individual, pois Krovinović fez vários golos, assistências e o seu papel na equipa croata tornou-se crucial, sendo um dos jogadores mais importantes na equipa, ajudando a equipa a alcançar o 2º lugar da HNL e a conquista da Taça da Croácia, o primeiro troféu do clube nos últimos anos.
Na época 2022/2023 continua ao serviço do HNK Hajduk Split, equipa onde já realizou 59 jogos e onde conta com 9 golos e 10 assistências no total.

## Títulos
NK Zagreb
- Segunda divisão croata de futebol Druga HNL: 2013–14

Benfica
- Primeira Liga: 2018–19Referências